# Aongstroemia puiggarii
Aongstroemia puiggarii là một loài Rêu trong họ Dicranaceae. Loài này được (Geh. & Hampe) Müll. Hal. mô tả khoa học đầu tiên năm 1900.